# Маунтін-Лейк (Міннесота)
Маунтін-Лейк (англ. Mountain Lake) — місто (англ. city) в США, в окрузі Коттонвуд штату Міннесота. Населення — 1999 осіб (2020).

## Географія
Маунтін-Лейк розташований за координатами 43°56′31″ пн. ш. 94°55′31″ зх. д. / 43.94194° пн. ш. 94.92528° зх. д. (43.941840, -94.925314).  За даними Бюро перепису населення США в 2010 році місто мало площу 4,00 км², з яких 3,95 км² — суходіл та 0,04 км² — водойми.

## Демографія
Згідно з переписом 2010 року, у місті мешкали 2104 особи в 829 домогосподарствах у складі 526 родин. Густота населення становила 527 осіб/км².  Було 923 помешкання (231/км²).
Расовий склад населення:
| - 82,8 % — білих - 10,3 % — азіатів - 0,8 % — чорних або афроамериканців - 0,2 % — корінних американців - 0,1 % — вихідців з тихоокеанських островів - 3,9 % — осіб інших рас |

До двох чи більше рас належало 1,9 %. Частка іспаномовних становила 10,7 % від усіх жителів.
За віковим діапазоном населення розподілялося таким чином: 27,6 % — особи молодші 18 років, 51,7 % — особи у віці 18—64 років, 20,7 % — особи у віці 65 років та старші. Медіана віку мешканця становила 39,3 року. На 100 осіб жіночої статі у місті припадало 94,8 чоловіків;  на 100 жінок у віці від 18 років та старших — 90,6 чоловіків також старших 18 років.
Середній дохід на одне домашнє господарство  становив 51 308 доларів США (медіана — 44 052), а середній дохід на одну сім'ю — 55 776 доларів (медіана — 44 674). Медіана доходів становила 34 010 доларів для чоловіків та 24 207 доларів для жінок. За межею бідності перебувало 15,0 % осіб, у тому числі 20,0 % дітей у віці до 18 років та 13,8 % осіб у віці 65 років та старших.
Цивільне працевлаштоване населення становило 985 осіб. Основні галузі зайнятості: освіта, охорона здоров'я та соціальна допомога — 31,4 %, виробництво — 24,7 %, роздрібна торгівля — 10,8 %, публічна адміністрація — 4,9 %.